# Baloghia
Baloghia es un género perteneciente a la familia de las euforbiáceas con 15 especies de plantas distribuidas en Australia y Nueva Caledonia.

## Taxonomía
El género fue descrito por Stephan Ladislaus Endlicher y publicado en Prodromus Florae Norfolkicae 84. 1833. La especie tipo es: Baloghia lucida Endl.

## Especies
| - Baloghia alternifolia - Baloghia anisomera - Baloghia balansae - Baloghia brongniartii - Baloghia inophylla - Lista completa de especies |